# Aeroportul Bratsk
Aeroportul Bratsk (IATA: BTK, ICAO: UIBB) este un aeroport din Bratsk, Municipal Formation of the City of Bratsk⁠(d), Regiunea Irkutsk, Rusia ce deservește zona Bratsk. Aeroportul a fost tranzitat în 2018 de 115.548 de pasageri. A fost deschis în 1956 și numit după zona deservită.
Situat la o altitudine de 487 m, aeroportul dispune de 1 pistă. Este operat de AeroBratsk⁠(d).

## Infrastructură

### Piste
Aeroportul dispune de o singură pistă. Pista 12/30 are suprafața de beton și dimensiunile 3.160 m × 60 m. 